# Henri Cornet
Henri Cornet (4. august 1884 – 18. marts 1941) var en fransk cykelrytter og vinder af Tour de France i 1904.
Den anden Tour var uden tvivl den mest kontroversielle, og næsten det sidste. Fire måneder efter at Maurice Garin havde vundet for anden gang i træk blev han og de næste tre ryttere diskvalificeret. Anklagen var "overtrædelse af reglerne". Fans havde angrebet ryttere og opstillet barrikader hvor kun "deres egne" ryttere fik lov at slippe igennem. Der lød også beskyldninger på, at nogle ryttere var blevet transporteret i biler gennem de mest krævende passager.
Cornet, som kun var 20 år, blev således erklæret vinder og er endnu den yngste vinder af Tour de France.
Blandt hans andre bedrifter var sejren i Paris-Roubaix i 1906 og 1908 på velodromen "Parc des Princes", 1 omgang på tid. De 666 meter kørte Cornet på 51,2 sekunder.
Efter sidste etape af Tour de France, blev der afslutningsvis kørt 1 omgang på tid på velodromen. Resultatet indgik ikke i det samlede tour-resultat!